# Dynamine myrrhina
Dynamine myrrhina is een vlinder uit de familie Nymphalidae. De wetenschappelijke naam van de soort is, als Eubagis myrrhina, voor het eerst geldig gepubliceerd in 1849 door Edward Doubleday.